# Sigtryggsson
Sigtryggsson ist ein isländischer Name.

## Bedeutung
Der Name ist ein Patronym und bedeutet Sohn des Sigtryggur. Die weibliche Entsprechung ist Sigtryggsdóttir (Tochter des Sigtryggur).

## Namensträger
- Árni Þór Sigtryggsson (* 1985), isländischer Handballspieler
- Rúnar Sigtryggsson (* 1972), isländischer Handballspieler und -trainer